# Симанщина (станция)
Симанщина — железнодорожная станция Куйбышевской железной дороги на линии Пенза — Ряжск (линия неэлектрифицирована), расположена в селе Нечаевка Мокшанском районе Пензенской области, в 22 км от районного центра Мокшан. Через станцию осуществляются пригородные перевозки пассажиров на Пачелму, Пензу.

## История
Открыта как станция Сызранско-Вяземской железной дороги в 1874 году.

## Деятельность
- продажа  билетов  на  все  пассажирские  поезда, приём и выдача багажа не производятся;
- приём и выдача повагонных отправок грузов, допускаемых к хранению  на открытых площадках станций;
- приём и выдача грузов повагонными и мелкими отправками, загружаемых целыми вагонами, только на подъездных путях и местах необщего пользования;
- приём и выдача повагонных отправок грузов, требующих хранения в крытых складах станций.[3]